# L-iditolo 2-deidrogenasi
La L-iditolo 2-deidrogenasi è un enzima appartenente alla classe delle ossidoreduttasi, che catalizza la seguente reazione:
L-iditolo + NAD+ ⇄ L-sorbosio + NADH + H+
Agisce anche sul D-glucitolo (con produzione di D-fruttosio) e altri polialcoli analoghi. 